# Impasse du Bureau
Ne doit pas être confondu avec Passage du Bureau.
L'impasse du Bureau est une voie située dans le quartier Sainte-Marguerite du 11e arrondissement de Paris.

## Situation et accès
L'impasse du Bureau est desservie par la ligne 2 à la station Alexandre Dumas.

## Origine du nom

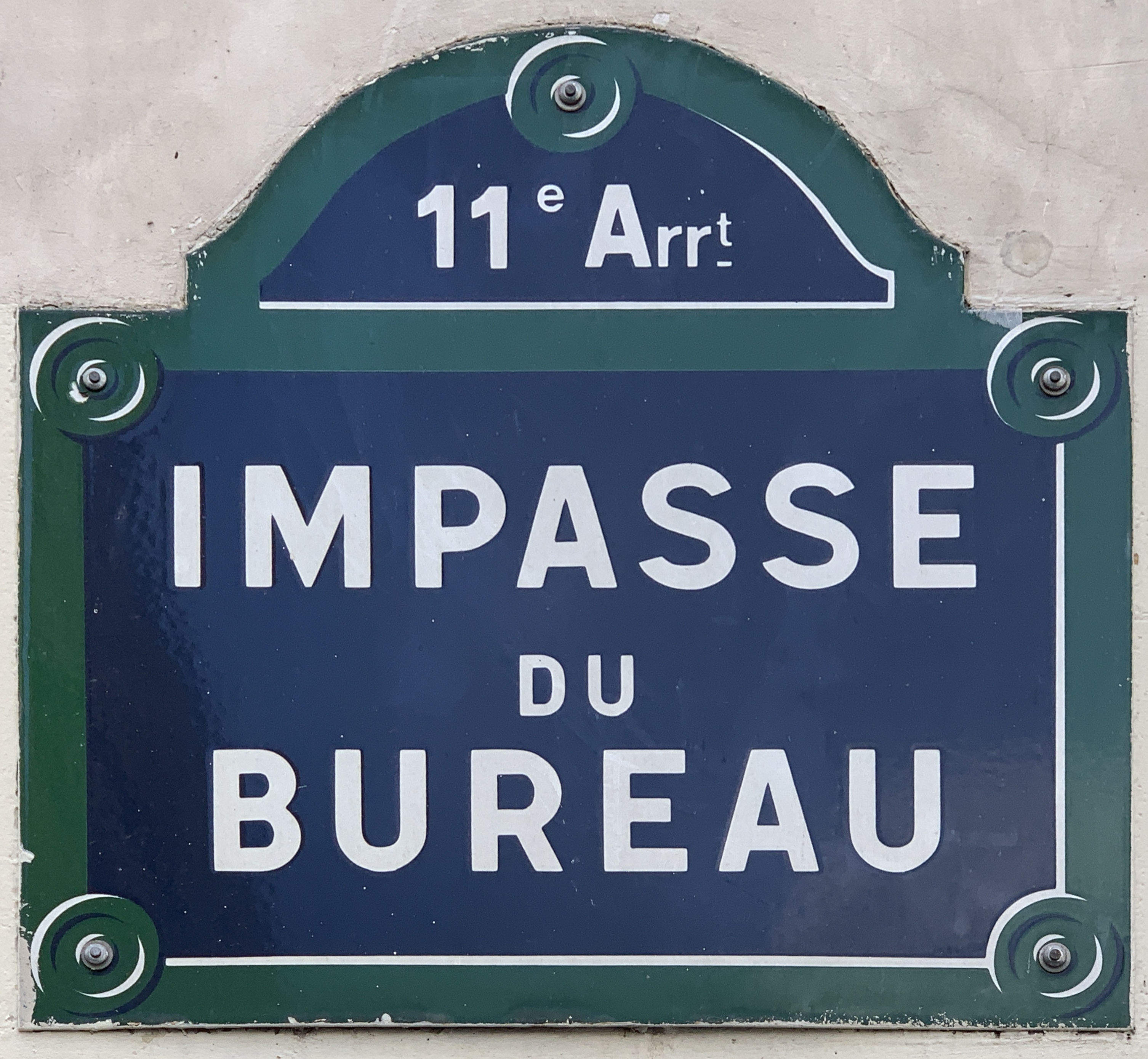
Plaque de l'impasse.

Elle porte ce nom en raison du voisinage d'un ancien bureau d'octroi du mur des Fermiers généraux.

## Historique
Cette voie est classée dans la voirie parisienne par arrêté municipal du 15 décembre 1993.